# Ihlow, Teltow-Fläming
Ihlow là một đô thị thuộc huyện Teltow-Fläming, bang Brandenburg, Đức. Đô thị Ihlow, Teltow-Flaming có diện tích 47,54 km², dân số thời điểm 31 tháng 12 năm 2006 là 839 người.